# Đỗ Thị Hải Yến
Đỗ Thị Hải Yến (sinh ngày 1 tháng 10 năm 1982 tại Bắc Ninh) là một nữ diễn viên người Việt Nam. Cô tốt nghiệp trường Múa Việt Nam sau bảy năm theo học trước khi bắt đầu theo đuổi sự nghiệp diễn xuất năm 19 tuổi. Xuyên suốt sự nghiệp của mình, cô được biết đến nhiều nhất qua vai diễn Phượng trong bộ phim Người Mỹ trầm lặng (2002).

## Tiểu sử và sự nghiệp
Năm 2000, Hải Yến xuất hiện lần đầu tiên trên màn ảnh rộng với một vai nhỏ trong bộ phim "Mùa hè chiều thẳng đứng" của đạo diễn gốc Việt Trần Anh Hùng. Năm 2002, cô quyết định chính thức theo đuổi nghiệp diễn với vai phụ trong "Vũ khúc con cò" của đạo diễn Nguyễn Phan Quang Bình và Jonathan Foo. Bộ phim thắng giải Phim xuất sắc nhất tại Liên hoan phim Milan năm 2002 và được đề cử Giải thưởng Lớn (Grand Prix) tại Liên hoan phim Paris năm 2003.
Năm 2001, Hải Yến vượt qua trên 2000 ứng cử viên khác cho vai nữ chính Phượng trong bộ phim Hollywood "Người Mỹ trầm lặng" của đạo diễn Phillip Noyce. Cùng diễn với cô là hai nam tài tử nổi tiếng Michael Caine và Brendan Fraser. Đây là lần đầu tiên một nữ diễn viên Việt Nam có một vai diễn chính nói tiếng Anh trong một bộ phim của Hollywood.
Khi bộ phim được công chiếu trên toàn thế giới, Hải Yến được mời tham dự rất nhiều buổi lễ công chiếu cũng như nhiều liên hoan phim tại các quốc gia khác nhau như Úc, Anh, Mỹ, Ý, Pháp, Đức,... Tên của cô xuất hiện trên nhiều hãng thông tấn và báo chí quốc tế như CNN, Reuters, BBC, AP, Time, Newsweek, New York Times,... và mang lại sự chú ý rất lớn từ giới điện ảnh. "Người Mỹ trầm lặng" được đề cử giải thưởng Oscar bên cạnh hàng loạt giải thưởng và đề cử tại các giải BAFTA, giải Quả cầu Vàng, giải thưởng của Hiệp hội các nhà phê bình phim London, Liên hoan phim Quốc tế Băng Cốc,... Bộ phim còn được Viện Điện ảnh Mỹ lựa chọn là một trong 10 phim hay nhất năm 2003.
Năm 2005, Hải Yến được chọn trở thành nữ diễn viên chính trong phim "Chuyện của Pao" của đạo diễn Ngô Quang Hải. Đây là phim Việt Nam đầu tiên cô tham gia với tư cách diễn viên chính. "Chuyện của Pao" càn quét giải Cánh Diều Vàng ở các hạng mục Phim xuất sắc nhất, Nữ diễn viên chính xuất sắc, Nữ diễn viên phụ xuất sắc, Đạo diễn hình ảnh xuất sắc. Phim còn đoạt giải Đặc biệt của Ban giám khảo tại Liên hoan phim Châu Á - Thái Bình Dương lần thứ 51, cùng nhiều giải thưởng quốc tế khác. Bộ phim còn đại diện Việt Nam tham gia tranh giải Oscar cho Phim nói tiếng nước ngoài hay nhất, nhưng không lọt vào danh sách đề cử cuối cùng. "Chuyện của Pao" cũng là phim đầu tiên mà Hải Yến tham gia với vai trò nhà sản xuất, tham gia trong việc marketing và phân phối phim.
Năm 2008, Hải Yến đóng vai chính trong "Chơi vơi" của đạo diễn Bùi Thạc Chuyên, bộ phim tham gia tranh giải tại Liên hoan phim Venezia lần thứ 66 vào tháng 9 năm 2009 và nhận được sự đánh giá cao từ giới chuyên môn quốc tế. Bộ phim còn tham gia nhiều liên hoan phim quốc tế khác nhau trong hai năm 2009-2010 như Liên hoan phim Quốc tế Toronto, Liên hoan phim Ba lục địa, Liên hoan phim Quốc tế Busan,... Cũng trong năm 2009, nữ diễn viên tham gia bộ phim "Cánh đồng bất tận", dựa trên tập truyện ngắn cùng tên của nhà văn Nguyễn Ngọc Tư. Bộ phim được công chiếu lần đầu tại Liên hoan phim Quốc tế Busan lần thứ 15 và tạo tiếng vang lớn trong nước .
Phim gần nhất mà Hải Yến tham gia diễn xuất là "Cha và con và..." (2015) của đạo diễn Phan Đăng Di, phim Việt Nam đầu tiên được đề cử Gấu Vàng tại Liên hoan phim Quốc tế Berlin lần thứ 65. Như vậy, cô trở thành diễn viên người Việt duy nhất có phim tham gia tranh giải tại cả ba liên hoan phim lớn nhất Châu Âu bao gồm Mùa hè chiều thẳng đứng (Cannes), Chơi vơi (Venezia), Cha và con và...(Berlin), trong đó hai phim sau Hải Yến tham gia với tư cách diễn viên chính. Trong suốt thời gian đóng phim, cô được mệnh danh là "nữ hoàng cảnh nóng" của màn ảnh Việt. Cô có nhiều cảnh "yêu" cuồng nhiệt với các sao nam lẫn sao nữ tạo nhiều cảm xúc cho người xem, và dĩ nhiên, tất cả đều dành được nhiều lời khen ngợi tích cực từ giới chuyên môn phê bình trong nước và quốc tế.
Trong suốt sự nghiệp, Đỗ Thị Hải Yến còn được mời làm giám khảo quốc tế tại Liên hoan phim Tallinn Black Nights lần thứ 10, cũng như giám khảo tại giải Cánh diều vàng 2007. Cô cũng từng là đại sứ tại Việt Nam cũng như khách mời danh dự của nhiều thương hiệu sang trọng như Louis Vuitton, Motorola V8 Luxury, Escada,...
Năm 2023, đạo diễn Leon Lê công bố dự án điện ảnh mới nhất mang tên "Quán Kỳ Nam" với hai diễn viên chính là Đỗ Thị Hải Yến và Liên Bỉnh Phát, đánh dấu cơ hội tái xuất điện ảnh của Hải Yến sau gần 8 năm ngưng đóng phim để dành thời gian chăm sóc gia đình.

## Giải thưởng và đề cử
Hải Yến nhận được nhiều đề cử và giải thưởng tại Việt Nam cũng như quốc tế.
| Năm  | Giải thưởng                                                | Danh mục                                                  | Phim               | Kết quả   |
| ---- | ---------------------------------------------------------- | --------------------------------------------------------- | ------------------ | --------- |
| 2003 | Giải thưởng Vệ tinh của Viện Báo chí Quốc tế IPA lần thứ 7 | Nữ diễn viên phụ xuất sắc nhất - hạng mục Phim chính kịch | Người Mỹ trầm lặng | Đề cử     |
| 2005 | Giải Cánh diều của Hội điện ảnh Việt Nam lần thứ 4         | Nữ diễn viên chính xuất sắc nhất trong phim điện ảnh      | Chuyện của Pao     | Đoạt giải |
| 2007 | Liên hoan phim Việt Nam lần thứ 15                         | Nữ diễn viên chính xuất sắc nhất                          | Chuyện của Pao     | Đoạt giải |
| 2009 | Giải Cánh diều lần thứ 8                                   | Nữ diễn viên chính xuất sắc nhất trong phim điện ảnh      | Chơi vơi           | Đề cử     |
| 2011 | Giải Mai Vàng lần thứ 16                                   | Nữ diễn viên điện ảnh do khán giả bầu chọn                | Cánh đồng bất tận  | Đề cử     |
| 2011 | Đại hội điện ảnh Việt Nam Quốc tế lần thứ 5                | Nữ diễn viên xuất sắc nhất                                | Cánh đồng bất tận  | Đoạt giải |

## Danh sách phim

### Phim điện ảnh
| Năm  | Tên phim                | Đạo diễn                             | Vai                       |
| ---- | ----------------------- | ------------------------------------ | ------------------------- |
| 2000 | Mùa hè chiều thẳng đứng | Trần Anh Hùng                        | vợ lẽ của Quốc, phụ       |
| 2002 | Vũ khúc con cò          | Nguyễn Phan Quang Bình, Jonathan Foo | Hoài, phụ                 |
| 2002 | Người Mỹ trầm lặng      | Phillip Noyce                        | Phượng, phụ               |
| 2006 | Chuyện của Pao          | Ngô Quang Hải                        | Pao, chính                |
| 2009 | Chơi vơi                | Bùi Thạc Chuyên                      | Duyên, chính              |
| 2010 | Cánh đồng bất tận       | Nguyễn Phan Quang Bình               | Sương, chính              |
| 2015 | Cha và con và...        | Phan Đăng Di                         | Vân, chính                |
| 2025 | Quán Kỳ Nam             | Leon Lê                              | vai góa phụ Kỳ Nam, chính |
| TBA  | 1982                    | Nguyễn Hoàng Điệp                    | vai chính                 |